# Prijevor
Prijevor (srbsky Пријевор) je vesnice a přímořské letovisko v Černé Hoře. Je součástí opčiny města Budva, od něhož se nachází asi 3 km západně. V roce 2003 zde žilo celkem 449 obyvatel.
Prijevor je známý především díky pláži Jaz, což je písčitá pláž táhnoucí se podél pobřeží v délce 1,38 km.
Sousedními letovisky jsou Budva a Krimovica.